# Czwarta władza (film)
Czwarta władza (ang. The Post) – amerykański dramat polityczny z 2017 roku w reżyserii Stevena Spielberga z Meryl Streep i Tomem Hanksem w rolach głównych. Film oparty jest na faktach i opowiada o sprawie znanej jako „Pentagon Papers”.
Film otrzymał liczne nominacje i nagrody w tym m.in. do Oscara i Złotego Globu. Ponadto organizacja National Board of Review uznała go za najlepszy film 2017 roku, a magazyn Time i American Film Institute umieściły go w swoich rankingach w dziesiątce najlepszych produkcji 2017 roku.

## Obsada
- Meryl Streep jako Katharine Graham
- Tom Hanks jako Ben Bradlee
- Sarah Paulson jako Antoinette „Tony” Pinchot Bradlee
- Bob Odenkirk jako Ben Bagdikian
- Tracy Letts jako Fritz Beebe
- Bradley Whitford jako Arthur Parsons
- Bruce Greenwood jako Robert McNamara
- Matthew Rhys jako Daniel Ellsberg
- Alison Brie jako Lally Graham
- Carrie Coon jako Meg Greenfield
- Jesse Plemons jako Roger Clark
- David Cross jako Howard Simons
- Stark Sands jako Donald E. Graham
- Michael Stuhlbarg jako A. M. Rosenthal
- Zach Woods jako Anthony Essaye

## Fabuła
Rok 1971. Amerykański analityk wojskowy Daniel Ellsberg, rozczarowany daremną wojną w Wietnamie i oszustwami rządu USA, kopiuje ściśle tajne dokumenty Pentagonu i przekazuje je dziennikarzom The New York Timesa. Jednakże o sprawie dowiaduje się redaktor Washington Post, Ben Bradlee, który wraz z właścicielką gazety, Katharine Graham postanawia dotrzeć do Ellsberga, by zdobyć kopie dokumentów. Jednak plany publikacji zebranych materiałów zostają zagrożone federalnym zakazem, którego złamanie może skutkować oskarżeniem o zdradę. Mimo tego dziennikarze postanawiają walczyć o wolność prasy i wbrew radom prawników ujawnić dokumenty o wojnie w Wietnamie.

## Produkcja
W październiku 2016 roku producentka filmowa Amy Pascal zdobyła prawa do scenariusza filmu The Post, napisanego przez Liz Hannah. W marcu 2017 roku ujawniono, że trwają negocjacje ze Stevenem Spielbergiem, który miałby zająć się reżyserią i produkcją obrazu. Dodano też, że prowadzone są rozmowy z Meryl Streep i Tomem Hanksem, którzy mieliby wcielić się w rolę Katharine Graham i Bena Bradlee.
Po przeczytaniu scenariusza Spielberg postanowił wyreżyserować film tak szybko jak to możliwe, gdyż uznał, „że to historia, która nie może czekać i trzeba opowiedzieć ją dzisiaj”.
Główne zdjęcia rozpoczęły się 30 maja 2017 roku w Nowym Jorku. 6 czerwca  ogłoszono, że projekt będzie nosił tytuł The Papers i wystąpią w nim m.in. Alison Brie Carrie Coon, David Cross, Bruce Greenwood, Tracy Letts, Bob Odenkirk, Sarah Paulson, Jesse Plemons, Matthew Rhys, Michael Stuhlbarg, Bradley Whitford, and Zach Woods. 25 sierpnia 2017 roku z powrotem zmieniono na The Post.